# Harzy
Harzy est un hameau belge de la commune et ville de Bastogne situé en Région wallonne dans la province de Luxembourg.
Avant la fusion des communes, il faisait partie de la commune de Wardin.

## Étymologie
Harzy viendrait de Har signifiant montagne et de Zy signifiant habitation.

## Situation
Ce hameau ardennais est en réalité le prolongement nord-est du village de Wardin. Il s'est implanté dans un vallon arrosé par le petit ruisseau de Harzy, un affluent de la Wiltz qui coule vers le Grand Duché de Luxembourg. Harzy se trouve à environ 7 km à l'est de Bastogne.

## Patrimoine
Au centre du hameau, sur la rive droite du ruisseau de Harzy, se trouve la chapelle dédiée à Saint Armand et aux Saints Anges Gardiens.
Le site de la chapelle et du cimetière est repris sur la liste du patrimoine immobilier classé de Bastogne depuis 1978.